# Parc Michel-Chartrand
Pour le parc à LaSalle, voir Promenade Michel-Chartrand.
Le Parc Michel-Chartrand, anciennement connu sous le nom de Parc régional de Longueuil, est un grand parc situé dans la ville de Longueuil, au Québec, Canada. Il est situé au 1895, rue Adoncour dans l'arrondissement Le Vieux-Longueuil.
Il s'agit d'un parc d'une superficie de 1 850 000 m2 (19 900 000 pi2), soit l'équivalent du Parc Mont-Royal. Il offre 12,5 km (7,8 mi) de pistes de ski de fond et 10 km (6,2 mi) de sentiers de randonnée.
Il inclut un marais, trois lacs artificiels, un cadran solaire, une aire de jeux, deux terrains de pétanque, une aire de repos avec tables de pique-nique, une piste de luge, une patinoire et des jardins communautaires.
Initialement nommé Base de plein air de Longueuil en 1975, il est renommé Parc régional de Longueuil, puis rebaptisé Parc Michel-Chartrand par la Ville en juin 2010, en l'honneur du militant syndical québécois, Michel Chartrand.
Jusqu'au milieu des années 1980, avant le prolongement du boulevard Fernand-Lafontaine, le Chemin du Lac était ouvert à la circulation de transit entre Longueuil et Boucherville.